# Richard Stolln

Huthaus Richard Stolln, um 1900

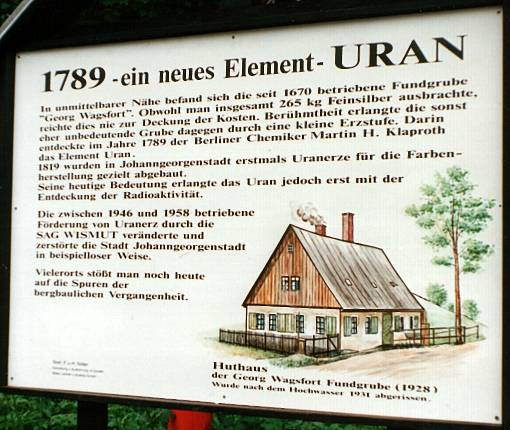
Huthaus Richard Stolln, 1928

Der Richard Stolln ist ein Stolln im Bergrevier Johanngeorgenstadt im sächsischen Erzgebirge.

## Lage
Am mittleren Fastenberg, auf dem sich Johanngeorgenstadt erstreckt, wurden mehrere Gruben zum Abbau unmittelbar benachbarter Erzgänge betrieben. Dazu zählte auch der Richard Stolln, der unmittelbar südlich vom Georg Wagsfort Stolln in den Fastenberg hineingetrieben wurde und der noch heute als nicht zugängliches Technisches Denkmal erhalten ist. Nachdem 1893 in einem dort betriebenen Steinbruch ein Wismuterz führender Gang aufgeschlossen wurde, setzte man hier im selben Jahr bei 685,5 m NN den Richard Stolln an.
Die Gewerkschaft Vereinigt Feld im Fastenberge fuhr diesen Stolln bis ins Jahr 1896 zur Wismuterzerkundung auf. Weitere Arbeiten z. B. 1901 waren wegen einer Wismutpreissenkung nicht von Dauer. Ab Ende 1907 wurde der Stolln wieder regelmäßig bis ins Jahr 1910 zur Uranerzerkundung im George Wagsfort Spat vorgetrieben. Nachdem im Jahr 1910 ein sich nicht lohnender Firstenbau eingestellt wurde, endet damit auch endgültig dessen Betriebsgeschichte bei Vereinigt Feld.
Das Huthaus stand in der Nähe des Stollnmundloches direkt an der Wittigsthalstraße (ab 1935 Nr. 35). Während des Stollnbetriebes lassen sich von Vereinigt Feld im Fastenberge aber keine Ausgaben für ein Huthaus nachweisen. Es wurde durch die Firma Nestler & Breitfeld zum Wohnhaus ausgebaut und um 1953 aufgrund des Platzbedarfes des expandierenden Uranbergbaus der Wismut AG abgerissen.